# 切列姆希夫 (科洛梅亞區)
48°40′58″N 24°57′36″E / 48.68278°N 24.96000°E
切列姆希夫（烏克蘭語：Черемхів），是烏克蘭的村落，位於該國西部伊萬諾-弗蘭科夫斯克州，由科洛梅亞區負責管轄，始建於1437年，面積18.4平方公里，2020年人口1,418，人口密度每平方公里85.3人。